# BCPL
BCPL (Basic Combined Programming Language) — язык программирования,  разработанный Мартином Ричардсом в 1966 году в Кембриджском университете. Изначально он предназначался для написания компиляторов для других языков.
Сейчас BCPL практически не используется, но в своё время он был очень важен из-за хорошей портируемости. Урезанная версия языка с несколько изменённым синтаксисом стала языком программирования B, который оказал сильное влияние на язык программирования Си. По этой причине программисты в шутку расшифровывали название BCPL как Before C Programming Language («язык программирования, появившийся до языка Си»).
BCPL стал ответом на сложности своего предшественника, языка CPL, разработанного в начале 1960-х. Ричардс создал BCPL, «удалив из полного языка те функции, которые усложняли компиляцию». Первая реализация компилятора, работавшего на IBM 7094 под ОС CTSS, была написана Ричардсом весной 1967 в ходе посещения им исследовательской лаборатории «Project MAC» в МТИ. Язык был впервые описан в документе, представленном на 1969 Spring Joint Computer Conference.

## Пример
Печать факториала:
```
GET "libhdr"

LET start() = VALOF
{ FOR i = 1 TO 5 DO writef("fact(%n) =%i4*n", i, fact(i))
  RESULTIS 0
}

AND fact(n) = n=0 -> 1, n*fact(n-1)

```